# Thayngen
Thayngen is een gemeente en plaats in het Zwitserse kanton Schaffhausen.
Thayngen telt 4069 inwoners.
Op 1 januari 2009 werden de gemeenten Altdorf, Bibern, Hofen en Opfertshofen opgenomen in de gemeente. 
Bargen · Beggingen · Beringen · Buch · Buchberg · Büttenhardt · Dörflingen · Gächlingen · Hallau · Hemishofen · Lohn · Löhningen · Merishausen · Neuhausen am Rheinfall · Neunkirch · Oberhallau · Ramsen · Rüdlingen · Schaffhausen · Schleitheim · Siblingen · Stein am Rhein · Stetten · Thayngen · Trasadingen · Wilchingen
- Bibliothèque nationale de France: cb121393843 (data)
- Gemeinsame Normdatei: 4059700-3
- Historisch woordenboek van Zwitserland: 049651
- Virtual International Authority File: 124764439